# Bicyclus ena
Bicyclus ena je leptir iz porodice šarenaca. Živi od KwaZulu-Natala do Esvatinija i južnoafričke pokrajine Mpumalange, od Zimbabvea do Kenije, te u Ugandi.
Raspon krila kod mužjaka je 38-42 mm, a kod ženki 43-48 mm. Godišnje se izlegu dvije generacije. Vlažno-sezonska generacija je na krilima u proljeće i ljeto, a suho-sezonska u jesen i zimu.
Ličinke se vjerojatno hrane raznim vrstama trava.